# Diagnóstico molecular

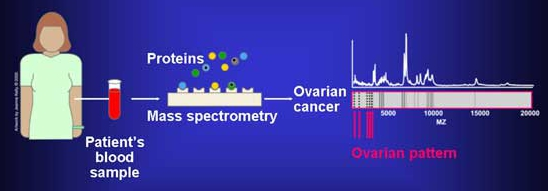
Patrón y diagnóstico de proteínas

El término diagnóstico molecular se refiere a un conjunto de técnicas de biología molecular empleadas para la identificación y análisis de marcadores biológicos en el genoma y el proteoma (el material genético y cómo se expresan los genes como proteínas), a fin de diagnosticar y monitorizar enfermedades, detectar el riesgo y aplicar un tratamiento personalizado.

## Introducción
El diagnóstico molecular, al igual que todo proceso de diagnóstico médico, pretende la determinación de la causa de una enfermedad pudiendo ser de origen genético o bien infeccioso (diagnóstico molecular de enfermedades infecciosas). Sin embargo, a diferencia de un diagnóstico clínico convencional, el diagnóstico molecular va más allá de la anamnesis y el estudio físico del paciente analizando, además, su ADN.
Dentro del diagnóstico molecular se engloban el diagnóstico genético y el diagnóstico de enfermedades infecciosas.
Existen diferentes estrategias para el diagnóstico genético, las cuales pueden ser clasificadas como directas o indirectas, dependiendo si se detecta o no el gen implicado.
En el primer caso, el diagnóstico se lleva a cabo mediante la identificación de las diferentes mutaciones del gen en cuestión en el paciente. Este método tiene el problema de que el número de enfermedades producidas por más de un tipo de mutación en un mismo o diferentes genes supera a aquellas que son consecuencia de una única mutación. Esto dificulta enormemente el diagnóstico.
La segunda estrategia se basa en el estudio de la herencia conjunta de marcadores anónimos y el locus de la enfermedad estudiada es independiente del conocimiento del gen implicado. Para que pueda llevarse a cabo, es necesario que el marcador utilizado esté íntimamente ligado con el locus de interés.

## Detección de microorganismos infecciosos
Dentro del diagnóstico molecular de enfermedades infecciosas podemos encontrar diversas estrategias para la detección de patógenos en el organismo:
- Los métodos clásicos aún siguen siendo los más eficientes (además de económicos) a la hora de diagnosticar algunas infecciones patológicas importantes (infecciones urinarias, del tracto gastrointestinal, tuberculosis, malaria, babesiosis, etc.). Entre ellos encontramos la microscopía, los cultivos in vitro (hemocultivo, urocultivo, coprocultivo, cultivo de hongos, etc.[1 1]), la tinción química (tinción de Gram, tinción de Giemsa y Wright, tinción argéntica, tinción ácido periódico de Schiff,[1 2] etc.)  o las pruebas bioquímicas o inmunológicas (ensayo inmunoenzimático ELISA, inmunofluorescencia directa IFD, inmunofluorescencia indirecta IFI). Estos métodos son indirectos (no detectamos el ADN o ARN del patógeno) aunque son los más utilizados para la caracterización morfológica y fisiológica del agente infeccioso. Estos métodos requieren de una correcta respuesta inmune por parte del individuo.
- Los métodos moleculares están basados en la detección del genoma del patógeno en el organismo. Se recurre a estos métodos cuando los clásicos no dan muy buenos resultados, ya sea porque es muy difícil recrear unas condiciones viables para el microorganismo de forma artificial, porque sean muy peligrosos pudiendo haber alto riesgo de contagio o bien porque no sean muy fiables. También hay que tener en cuenta que los métodos moleculares encarecen mucho el diagnóstico, por lo que primeramente tienen que pasar una etapa de "automatización", de manera que alcancen precios razonables que puedan permitirse los laboratorios de microbiología. Para poder desarrollar un método molecular debe conocerse parte del genoma o el genoma completo del microorganismo que se pretende detectar, ya sea un virus, un hongo, una bacteria o un parásito. Los métodos moleculares más importantes que se utilizan hoy en día en el diagnóstico de enfermedades infecciosas son la reacción en cadena de la polimerasa (PCR), la secuenciación y la electroforesis de campo pulsante (CHEF). Estos métodos son directos y nos indican la presencia o ausencia del material genético del patógeno, y por ende, la presencia o ausencia del patógeno en el paciente.

## Métodos de diagnóstico genético
Algunos métodos moleculares de diagnóstico genético son:
- Análisis cromosómico. Consiste en observar si el cariotipo del paciente es normal, es decir, si el número de cromosomas es el correcto y si su tamaño y orden es normal.
- Hibridación fluorescente in situ o FISH. Con esta técnica se pueden detectar anomalías cromosómicas, deleciones en un gen y otras alteraciones que pueden provocar una enfermedad genética.
- Reacción en cadena de la polimerasa o PCR. Este método basado en la amplificación y visualización del ADN, es muy útil para el diagnóstico genético. La realización varía dependiendo de la enfermedad a detectar, pero en general, consiste en propiciar la amplificación del fragmento de ADN que supuestamente posee la mutación que genera la enfermedad, y realizar sobre este fragmento una prueba accesoria, como el uso específico de alguna enzima de restricción, hibridación de microsatélites u otras pruebas.
- Secuenciación de ADN. La secuenciación directa del ADN es uno de los mejores métodos para el diagnóstico molecular, ya que consiste en la lectura del gen o genes implicados en una enfermedad y la comprobación directa de que existe o no alguna mutación. Actualmente, la secuenciación se usa muy poco ya que es una técnica muy cara, laboriosa y en la mayor parte de los casos sustituible por otra técnica molecular.

## Aplicaciones

### Prenatal
Las pruebas prenatales convencionales para las anomalías cromosómicas, como el síndrome de Down, se basan en el análisis de la cantidad y el aspecto de los cromosomas (el cariotipo). Las pruebas moleculares de diagnóstico, tales como la hibridación genómica comparativa en microarrays, examinan una muestra de ADN, y dado que existe ADN libre en el plasma, podría ser menos invasivo, pero desde 2013 es un complemento a las pruebas convencionales.

### Tratamiento
Algunos de los polimorfismos de un único nucleótido detectados en los pacientes pueden ayudar a predecir la rapidez con la que se metabolizan fármacos concretos; esto se llama la farmacogenómica. Por ejemplo, la enzima CYP2C19 metaboliza varios medicamentos, tales como el agente anticoagulante Clopidogrel, en sus formas activas. Algunos pacientes poseen polimorfismos en regiones específicas del gen 2C19 que los convierten en lentos metabolizadores de esas drogas; los médicos pueden hacer tests para estos polimorfismos y averiguar si los medicamentos serán plenamente eficaces para tales pacientes. Los avances en biología molecular han ayudado a demostrar que algunos síndromes, que fueron clasificadas previamente como una sola enfermedad, son en realidad múltiples subtipos con totalmente diferentes causas y tratos. El diagnóstico molecular pueden ayudar a diagnosticar el subtipo (por ejemplo: cancer e infecciones) o el análisis genético de una enfermedad con un componente hereditario, como el síndrome de Silver-Russell.

### Enfermedades infecciosas
El diagnóstico molecular se utiliza para identificar enfermedades infecciosas como la clamidia, el virus de la gripe y la tuberculosis, o cepas específicas tales como el virus H1N1. La identificación genética puede ser rápida: por ejemplo, una prueba de amplificación isotérmica mediada por un bucle diagnostica el parásito de la malaria y es lo suficientemente resistente para los países en desarrollo. Pero a pesar de estos avances en el análisis del genoma, en 2013 las infecciones se comienzan a  identificar por otros medios (su proteoma, bacteriófagos o perfil cromatográfico). El diagnóstico molecular también se utilizan para examinar la cepa específica del patógeno, por ejemplo para la detección de genes de resistencia a drogas que posee, y por lo tanto para saber que terapias evitar.

### Cáncer
El cáncer es un cambio en los procesos celulares, causando un tumor que crece descontroladamente. Las células cancerosas a veces tienen mutaciones en oncogenes, como KRAS y CTNNB1 (β-catenina). El análisis molecular de las células cancerosas (el ADN y sus niveles de expresión a través de ARNm) permite a los médicos caracterizar el cáncer y elegir la mejor terapia para sus pacientes. A partir de 2010, los ensayos que incorporan una serie de anticuerpos contra marcadores proteicos específicos son una tecnología incipiente, por lo que hay esperanzas de que estos ensayos multiplex podrían analizar muchos marcadores a la vez. Otros futuros biomarcadores potenciales incluyen moléculas de microARN, que las células cancerosas expresan más que las sanas.

## Enfermedades
Existe un diagnóstico molecular consensuado para muchas enfermedades genéticas, como por ejemplo:
- Enfermedad de Huntington
- Fibrosis quística
- Hemocromatosis
- Factor V Leiden
- Distrofia muscular de Duchenne
- Síndrome de Prader-Willi

Estos son varios ejemplos de la multitud de enfermedades genéticas que disponen de un diagnóstico molecular. Por lo general, todas las enfermedades descritas así como su método de análisis molecular, pueden encontrarse en las bases de datos del OMIM (o proyecto de Herencia Mendeliana en el Hombre) o en MEDLINE